# 電気処刑器
『電気処刑器』（でんきしょけいき、原題：英: The Electoric Executioner）は、アメリカ合衆国の小説家アドルフォ・デ・カストロが1930年に発表した短編小説。クトゥルフ神話、特にラヴクラフト神話の1つ。
ハワード・フィリップス・ラヴクラフトは、自分の小説を執筆する傍らで、他人の小説の文章添削の仕事も行っており、本作もラヴクラフトが添削した代作・合作である。添削の度合は高く、顧客の作品と文章をほとんどラヴクラフトの作品として大幅に書き替えてしまうというほどであった。本作は、そのようにラヴクラフトの添削を受けた、デ・カストロの作品の一つである。『ウィアード・テイルズ』1930年8月号に掲載された。ラヴクラフト＆デ・カステロの作品は2作あり、本作は2作目の方である。
日本語翻訳版は複数ある。作中にてクトゥルフの言及があり、表記はシリーズタイトル通りに、クト社版では「クトゥルー」、真ク版では「ク・リトル・リトル」、また東京創元社の全集は「クトゥルートゥル」である。作中では、クトゥルフの神名そのものが、重要なキーワードとなっている。
東雅夫は「江戸川乱歩の『押絵と旅する男』を彷彿させるような設定のもと、メキシコ土俗神話の神話大系への取り込みが試みられている点が興味深い」と解説している。

## あらすじ
主人公である「わたし」が40年前にあたる1889年の出来事を回想するという体裁をとっている。
1889年、メキシコ鉱山の副監督フェルドンが財を持ち逃げする事件が発生したのを受け、アメリカ本社のわたしは、社長命令のもと、現地に向かう。途中メキシコシティ行き夜行列車に乗り換えたところ、妙な男と乗り合わせる。
わたしは懐の拳銃を確認しつつ、眠ったふりをしてやりすごそうとすが、男は突如わたしに襲い掛かり、腕力でわたしをねじ伏せ、拳銃も取り上げたあげく、スーツケースから電極の繋がった帽子型の器具を取り出す。男は支離滅裂な言葉をまくし立てつつも、この器具は処刑器であるといい、州議会が採択した電気椅子は自分のアイデアを盗んだものだと主張する。
男はわたしで人体実験を行うと言い出したため、わたしは会話を引き伸ばし、遺言状を書いたり、州有力者宛に男の発明品の推薦状を書いたりと、駅に着くまで必死の時間稼ぎを図る。会話の後、男は神々への詠唱をはじめる。その中に「クトゥルフ」の名が含まれていたことに気づいたわたしは、自分もハッタリの詠唱をかます。すると男も呼応して法悦し、熱狂したところで、男にコードが絡まって装置のスイッチが入り、感電する。
気絶していたわたしは、駅で野次馬と医者に囲まれて目を覚ます。わたしは男の姿がないことに気づくが、駅員は、切符を買ったのも客室に乗車してたのも、わたし一人だけだったと言う。さらに電報で「副監督の死体が山で見つかり、財も無事回収できた」と連絡を受け、わたしは脱力しつつ、確認のために現地鉱山へ行く。
現地に着いたわたしは、監督から「捜索隊が山中で詠唱と絶叫を聞き、洞窟内でフェルドンの死体を発見した」という情報を得る。フェルドンはもともと妄想狂で周囲から煙たがられており、死体は妙な装置をかぶり頭が焼け焦げていた。わたしは死体と対面し、拳銃を見つけたのち、死体の右ポケットに入っていた「紙」を抜き取り、握りつぶす。
フェルドンが列車にいたのか、それともわたしが洞窟にいたのか、あいまいなまま、物語は幕を下ろす。

## 主な登場人物
わたし
サンフランシスコの鉱山社で監査の仕事をしている。結婚式を来週に控えているのに、無茶な出張を命じられ、列車でメキシコに向かう。鉱夫たちを通じてクトゥルフの名を知っている。
アーサー・フェルドン
社がメキシコに保有する、とある鉱山の副監督。財を持ち逃げした。伝聞によると、いつも喧嘩腰の要注意人物であったという。写真の映りが悪く、顔がよくわからない。
男
わたしが列車で乗り合わせた狂人。屈強な身体と電気処刑器を発明するほどの頭脳を併せ持つが、狂っている。かつてメキシコ皇帝マクシミリアンの軍人だった。鉱夫やインディオと交わりウィツィロポクトリやクトゥルフなどを崇拝しているが、作中での言動はひたすら支離滅裂で、詳細は本人にしかわからない。

## 関連作品
- 最後の検査 - ラヴクラフト＆デ・カステロの1作目。マッドサイエンティストもの。ラヴクラフトが初めて有償添削した作品、かつ他人の作品に神話アイテムを導入した初期作品である。
- クトゥルフの呼び声 - ラヴクラフトの神話作品。『電気処刑器』の1889年よりも未来にあたる1908年にクトゥルフの名が学会に報告された出来事が言及される。
- 墳丘の怪 - ラヴクラフトとゼリア・ビショップの神話作品。クトゥルフと蛇神イグは地底世界クン＝ヤンの神。イグと、中南米の蛇神（マヤのククルカン、アステカのケツァルコアトル）の関係が言及される。
- 永劫の探究 - オーガスト・ダーレスの神話作品。南米、特にペルーのクトゥルフ信仰への掘り下げがある。
- ティラムバラム - アステカ神話とクトゥルフ神話を合体させたPC-9801用RPG。

## 収録
- 『クトゥルー8』青心社文庫、後藤敏夫訳
- 『真ク・リトル・リトル神話大系1』国書刊行会、高木国寿訳
- 『新編真ク・リトル・リトル神話大系1』国書刊行会、高木国寿訳
- 『ラヴクラフト全集 別巻〈上〉』創元推理文庫、大瀧啓裕訳
- 『這い寄る混沌 新訳クトゥルー神話コレクション3』星海社FICTIONS、森瀬繚訳